# 후세인 아르노스

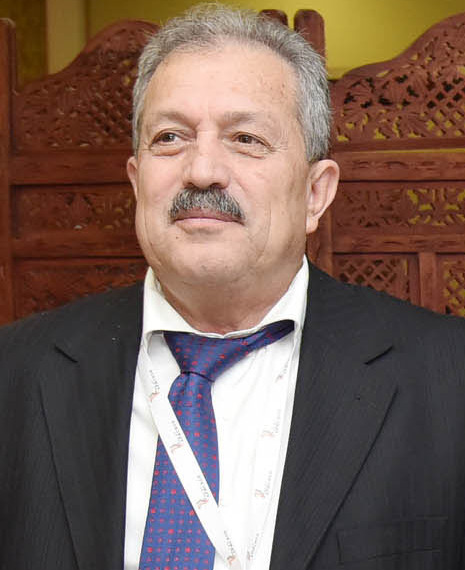
후세인 아르노스 총리

후세인 아르노스(1953년 ~ , 아랍어: حسين عرنوس)는 시리아의 정치인으로 2020년 6월 11일부터 2024년 9월 14일까지 시리아의 총리를 역임했다. 소속 정당은 바트당이다.